# Chengzihe
Chengzihe är ett stadsdistrikt i Jixi i Heilongjiang-provinsen i nordöstra Kina. Det ligger omkring 340 kilometer öster om provinshuvudstaden Harbin